# هليلج رخو الأزهار
هليلج رخو الأزهار (الاسم العلمي:Terminalia laxiflora) هو نوع من النباتات يتبع جنس الهليلج من الفصيلة القمبريطية.